# Quipà

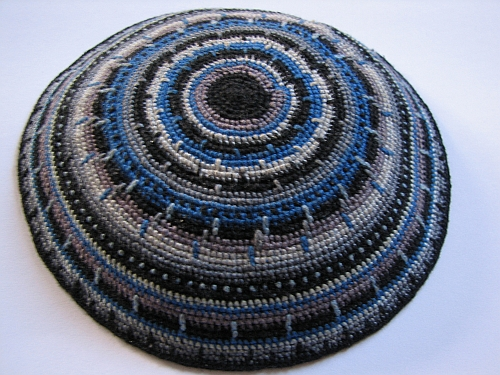
Una quipà

La quipà (de l'hebreu כִּפָּה qippà: volta, cúpula) és una petita gorra ritual emprada per cobrir parcialment el cap, usada tradicionalment pels homes jueus, i darrerament acceptada també pels corrents no ortodoxos per a ús femení. Els homes la porten des de petits, com a símbol del judaisme. Antigament només podia posar-se quipà qui tenia una gran saviesa, per exemple els homes més vells del poble. La portaven fins que es va imposar la llei d'igualtat per als homes.
No està prescrit per la llei bíblica, però s'entén que l'home ha de portar un pes sobre el seu cap per recordar que Déu està sobre ell i per abaixar la supèrbia humana.
La quipà –o qualsevol altre barret, gorra o peça que cobreixi totalment o parcialment el cap– és d'ús obligatori (fins i tot per a no jueus o gentils) en entrar i romandre en determinats llocs de culte jueu, com sinagogues, cementiris o llocs sagrats, o en situacions de pregària, celebració o estudi canònic. Els homes jueus observants, però, porten quipà durant tot el dia i en tota ocasió.
La quipà és de tela o llana ben teixida, i es confecciona avui dia dels més diversos colors, mides i dissenys, per a tots els gustos, situacions i modes. Així i tot, encara s'estila usar quipà blanca per a celebracions de gaubança, com al sàbat, festes o noces, i negra en senyal de dol. És possible situar un jueu practicant dins una determinada branca o corrent del judaisme, partint del color, a la mida o al material de què està feta la quipà que porta posada.
El costum de portar quipà no prové d'un precepte o manament pròpiament dit, a diferència del tal·lit o xal ritual, o de les filactèries, encara que s'ha arrelat amb el córrer dels segles, al punt de convertir-se en un dels atributs més emblemàtics del judaisme. Tot i així, els seus orígens són igualment mil·lenaris, i es remunten al Talmud (Massékhet qidduixín, "Tractat de casaments", 31:1), simbolitzant la necessitat de tenir present en tot moment que Déu està per sobre dels homes i les coses; i només pretén que el cap no quedi descobert davant Déu.
En el servei del Temple de Jerusalem els sacerdots Cohanim tenien prohibit treballar amb el cap descobert. Aquest és un dels orígens d'aquest costum.